# Fiat B.R.20
Il Fiat B.R.20 "Cicogna" era un bombardiere medio bimotore ad ala bassa sviluppato dall'azienda italiana Fiat Aviazione negli anni trenta, introdotto nel 1936 e rimasto in servizio fino alla fine della seconda guerra mondiale.
Al momento della sua introduzione fu l'unico bombardiere italiano interamente in metallo ed uno dei più moderni velivoli al mondo nella sua categoria.
Ebbe il battesimo del fuoco nel 1937, con le insegne dell'Aviazione Legionaria, nella guerra civile spagnola, durante la quale costituì la spina dorsale delle operazioni di bombardamento dei Nazionalisti insieme al tedesco Heinkel He 111. Fu in seguito impiegato con successo dall'aviazione dell'esercito giapponese, durante la seconda guerra sino-giapponese.
Quando l'Italia entrò in guerra, nel giugno 1940, i B.R.20 erano i bombardieri medi tipo della Regia Aeronautica, ma iniziavano già a mostrare il peso degli anni. Dal 1942 furono impiegati soprattutto per perlustrazioni marittime e per l'addestramento degli equipaggi dei bombardieri. Ne vennero prodotti più di 500 entro la fine della guerra.

## Storia del progetto

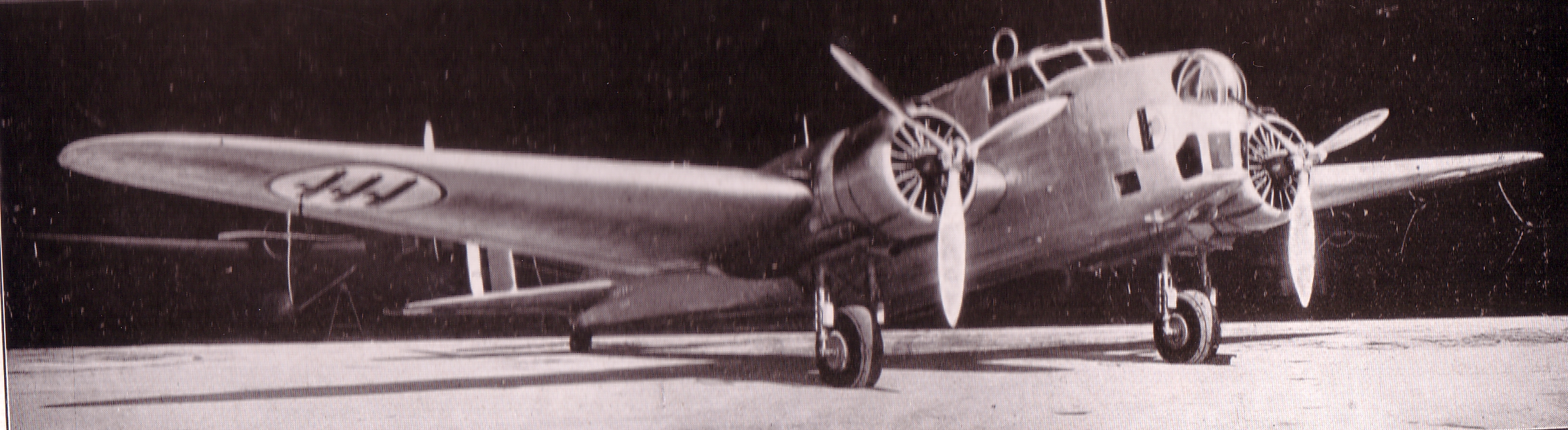
Visto di fronte a terra

Progettato dall'ingegner Celestino Rosatelli, padre dei caccia biplani Fiat, dal Fiat C.R.1 al C.R.42, era un monoplano ad ala bassa con struttura metallica e rivestimento misto (duralluminio e tela). Presentava una stiva bombe in cui gli ordigni erano ospitati orizzontalmente, a differenza dei bombardieri italiani degli anni trenta in cui le bombe erano agganciate verticalmente, soluzione che pregiudicava la precisione di lancio.

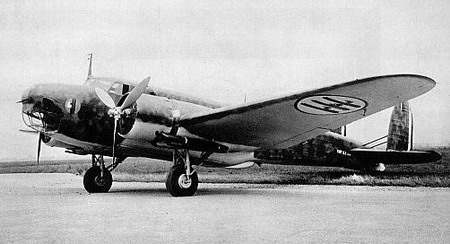
Un Fiat B.R.20 in livrea prebellica.

Queste caratteristiche fanno in genere considerare il B.R.20, che compì il primo volo nel febbraio del 1936, come primo bombardiere moderno della Regia Aeronautica, anche perché l'S.M.79 Sparviero, che aveva compiuto il primo volo l'anno prima, era stato progettato come aereo passeggeri/da competizione. Comunque il B.R.20 aveva le gambe anteriori del carrello, retrattili nelle gondole dei motori, ma lasciavano gli pneumatici parzialmente scoperti, e ruotino di coda fisso; proprio come l'S.M.79.
Oltre alla stiva bombe, altra soluzione che lo differenziava dalla produzione di velivoli medio/pesanti italiani degli anni trenta, in gran parte trimotori, era l'adozione della formula bimotore, la più diffusa all'estero per i velivoli di questa classe, che consentiva una più agevole sistemazione dei sistemi di puntamento.
Tuttavia, pur essendo un buon apparecchio, simile per prestazioni al tedesco Dornier Do 17, il B.R.20 fu sempre penalizzato dai motori, i Fiat A.80 RC.41. Pur sviluppando 1.000 CV, diedero sempre problemi. Nell'impiego fu quindi messo in ombra da due trimotori: il CANT Z.1007bis Alcione, che nonostante la sua struttura lignea si rivelò il miglior bombardiere della Regia Aeronautica prodotto in grande serie, e l'S.M.79 Sparviero. Nell'ambito sportivo, d'altronde, il Savoia-Marchetti aveva già sconfitto il B.R.20 una volta, alla corsa aerea Istres-Damasco-Parigi del 1937. All'arrivo i due Cicogna furono 5º e 6º posto.
Come in gran parte dei velivoli militari italiani, l'armamento difensivo dei B.R.20 era insufficiente, complesso e inaffidabile nelle torrette:
- Torretta dorsale semi-retrattile Breda M1, con una mitragliatrice Breda-SAFAT da 12,7 mm. La torretta M1, che aveva sostituito la Breda DR con due Breda-SAFAT da 7,7 mm montata nel prototipo e nei primi 20 esemplari di serie[7][8], era caratterizzata da funzionamento a volte difettoso.
- Postazione ventrale retrattile "a mandibola", con una mitragliatrice da 7,7 mm. L'apertura a comando idraulico era di difficile impiego.
- Torretta anteriore Breda H, ad azionamento manuale, con mitragliatrice da 7,7 mm. Sostituita a partire dalla versione B.R.20M da una più semplice torretta brandeggiabile Fiat R.[8][9]

La prima versione di serie (designazione B.R.20) rimase in produzione fino alla fine del 1939 e ne vennero costruiti 233 esemplari.

## Impiego operativo

### Regia Aeronautica
Quando, alla fine del 1936, il 13º Stormo Bombardamento Terrestre (basato a Lonate Pozzolo) fu equipaggiato con i "Cicogna" era probabilmente l'unità di bombardieri più moderna al mondo.
Il battesimo del fuoco avvenne a partire dall'estate 1937 durante la guerra civile spagnola. I B.R.20 dell'Aviazione Legionaria vennero utilizzati con successo in azioni di bombardamento diurne e notturne.
All'entrata in guerra dell'Italia, nei reparti di bombardamento della Regia Aeronautica erano disponibili 219 esemplari, di cui solo 132 di pronto impiego, e dall'inizio dell'anno avevano iniziato ad arrivare alle squadriglie la nuova versione, designata B.R.20M.Inizialmente vennero impiegati nella campagna contro la Francia.

### Corpo Aereo Italiano
Il 10 settembre 1940, venne costituito il Corpo Aereo Italiano, composto dal 13° e dal 43º Stormo, equipaggiati con 80 B.R.20M nuovi di zecca, affinché prendessero parte alla Battaglia d'Inghilterra come supporto alla Luftwaffe. Durante il viaggio di trasferimento in Belgio, a causa del ridotto addestramento alla navigazione in assenza di visibilità, alla mancanza di strumentazione adeguata e a causa delle pessime condizioni incontrate, cinque aerei precipitano e altri 17 sono costretti ad atterrare in altri aeroporti lungo la rotta. La prima missione ebbe luogo il 24 ottobre, quando il 13° e il 43° decollarono per bombardare Harwich, con otto aerei ciascuno. Un aereo precipitò in decollo per guasti ai motori mentre altri due si persero durante la rotta di rientro finché gli equipaggi furono costretti a lanciarsi con i paracadute una volta esaurito il carburante. Il 29 ottobre, 15 aerei del 43° Stormo bombardavano Ramsgate, in missione diurna, senza perdite. Durante una famosa battaglia, l'11 novembre, una formazione di 10 B.R.20 del 43° Stormo, scortata da Fiat C.R.42 ma non dai Fiat G.50 che mancarono all'appuntamento, diretta a bombardare Harwich, venne intercettata dagli Hurricanes della RAF. Tre bombardieri vennero abbattuti e altri tre vennero danneggiati.
I B.R.20 continuarono le loro missioni di bombardamento su Ipswich e Harwich, nelle notti del 5, 17, 20, 29 novembre, tre volte in dicembre e due all'inizio di gennaio, senza subire alcuna perdita. Il 10 gennaio, il 43° Stormo rientrava in Italia, seguito entro la fine del mese, dai Fiat del 13°.
Nelle 12 giornate di impiego offensivo, i B.R.20 volarono per 315 ore, sganciando 54.320 kg di bombe. Venti velivoli venivano perduti, ma solo tre per il fuoco nemico. Quindici membri d'equipaggio restavano uccisi.

### Altri fronti
I B.R.20 vennero successivamente impiegati in tutti i teatri di guerra del Mediterraneo. Con il passare del tempo, i B.R.20 venivano via via assegnati a missioni di ricognizione a lungo raggio. In particolare nel settore dei Balcani contro le formazioni partigiane.
All'armistizio solo 81 B.R.20 erano ancora in servizio di prima linea. Successivamente vennero impiegati solo come addestratori per gli equipaggi destinati ai bombardieri e trasporto, ed alla fine della guerra erano ormai pochi i velivoli ancora in condizioni di volo.

#### Altri operatori
- Giappone: 82[13][14][15] esemplari. Alla fine del 1937, il Giappone era impegnato nella guerra contro la Cina e necessitava di munire la potente Armata del Kwantung, dislocata nell'Impero fantoccio del Manchukuo, di bombardieri efficaci a contrastare i caccia Polikarpov forniti dall'URSS alla Repubblica cinese. Alla luce dei positivi risultati ottenuti in Spagna dai Fiat B.R.20, il governo giapponese ordinò ai neo alleati italiani 72 velivoli (ai quali ne seguirono altri l'anno successivo) oltre a motori Fiat A.80 di scorta, ricambi vari e munizionamento per un valore complessivo di oltre 230.000.000 di lire (corrispondenti a circa 200.000.000 di euro del 2012), originando la più importante esportazione aeronautica mai effettuata dall'Italia.

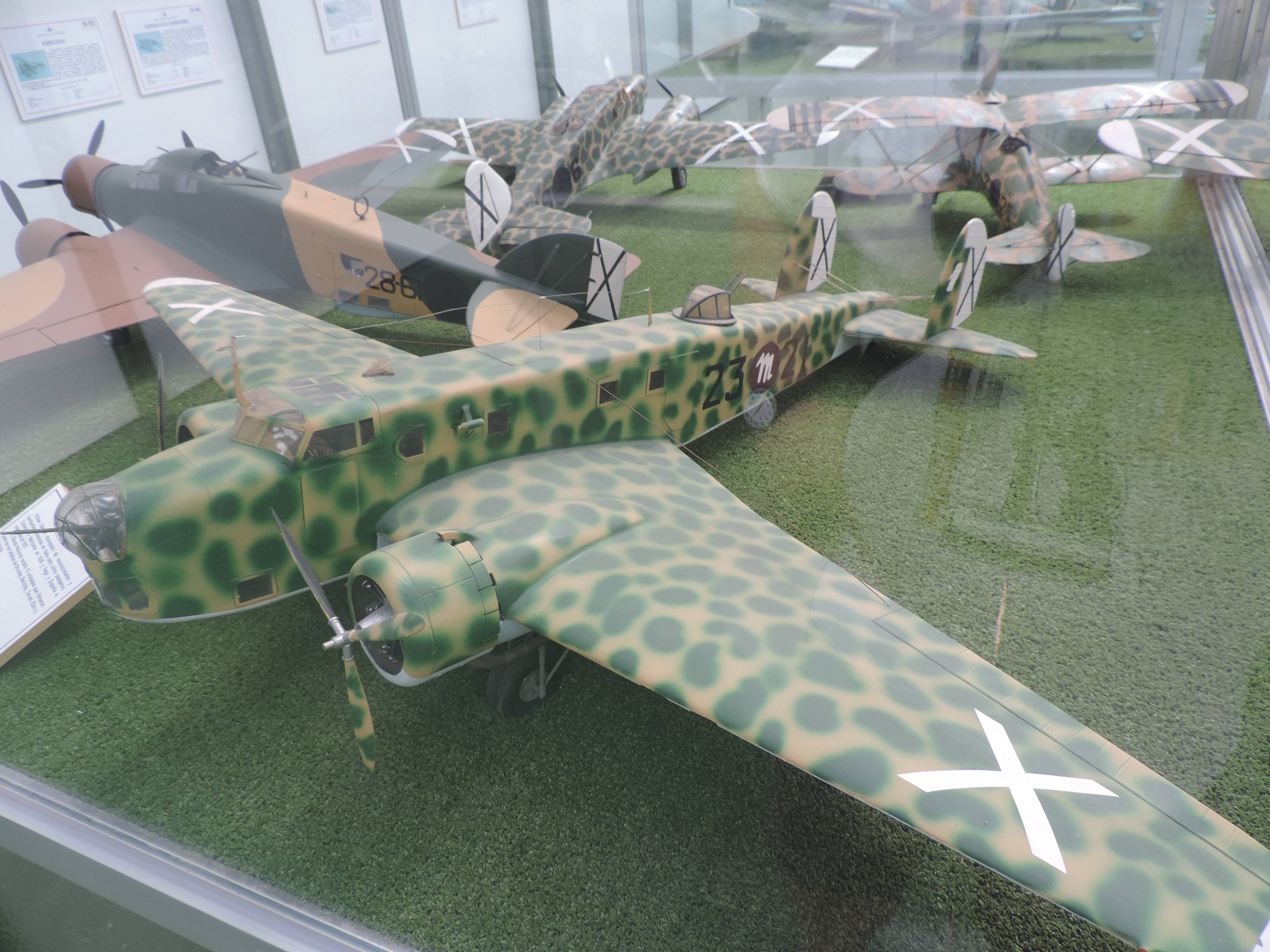
Modello di BR.20 al Museo del Aire (Madrid).

I primi velivoli giunsero a Dairen nel gennaio 1938, sbarcati e rimontati a Kungchuling ove esisteva il principale aeroporto da bombardamento del Manchukuo. Al Giappone urgeva anche una missione militare che addestrasse i piloti nipponici all'uso dei bombardieri e a capo di essa venne nominato il colonnello del GAri Enrico Bonessa. Questi aerei, designati come Bombardiere pesante dell'esercito tipo 1 (nome in codice alleato Ruth), vennero impiegati durante la Seconda guerra sino-giapponese dal Dai-Nippon Teikoku Rikugun Kōkū Hombu, l'aviazione dell'esercito imperiale giapponese e durante la guerra non dichiarata con l'URSS. Con basi sulla costa cinese effettuavano azioni di bombardamento sulle città dell'entroterra ancora in mano cinese. Furono via via rimpiazzati dai Mitsubishi Ki-21 diventati operativi dall'autunno 1938 ma che solo alla fine del 1939 raggiunsero un numero significativo di apparecchi.
- Spagna: I 9 B.R.20 impiegati dalla Aviazione Legionaria sopravvissuti al conflitto, vennero rilevati nel 1939 dall'aeronautica spagnola.
- Venezuela: 1 esemplare.
- Croazia: Nel gennaio 1944 le due squadriglie di bombardamento della Kroatische Luftwaffen Legion[17], formazione mista croato-tedesca inquadrata nella Luftwaffe, ricevettero 3 B.R.20 (assieme a 3 CANT Z.1007bis) per utilizzarli come addestratori degli equipaggi al bombardamento.

## Varianti
- B.R.20A: due varianti civili, realizzate nel 1937, per partecipare alla corsa aerea Istres-Damasco-Parigi. Privi di equipaggiamento militare, caratterizzati dal muso arrotondato e con maggiore autonomia, si classificarono al 6º e 7º posto alla prima tappa.
- B.R.20L Santo Francesco: variante civile realizzata in un esemplare nel 1939. Caratterizzata da una migliore aerodinamica, muso allungato e serbatoi ausiliari, venne impiegata da Maner Lualdi per un volo senza scalo Roma – Addis Abeba, il 6 marzo 1939. La trasvolata avvenne alla media di 404 km/h.
- B.R.20M: variante del B.R.20 originale, messa in produzione all'inizio del 1940. Era caratterizzata da una prua ridisegnata più lunga di qualche decina di cm, con diversa vetratura ed una nuova torretta brandeggiabile (Fiat R) per l'arma prodiera, più semplice e funzionale. Prodotti 264 esemplari fino alla primavera del 1942.
- B.R.20C: prototipo con cannoncino da 37 mm nel muso e, come visibile su una foto del mock-up, di due mitragliatrici laterali ai lati del cannoncino. Con questo nome è talvolta indicata una variante sperimentale, dotata di un carrello triciclo, adottato probabilmente a causa dello spostamento del baricentro del velivolo dovuto al peso dell'armamento in prua; il prototipo venne realizzato dalla Agusta.
- B.R.20bis: evoluzione del progetto del B.R.20. 15 esemplari costruiti tra il marzo ed il luglio 1943. Era caratterizzato da un nuovo muso completamente vetrato, nuovi impennaggi di coda “a punta”, ruotino di coda retrattile, armamento difensivo migliorato e nuovi motori Fiat A.82 RC.42.

## Utilizzatori
Croazia
- Zrakoplovstvo Nezavisne Države Hrvatske

 Giappone
- Dai-Nippon Teikoku Rikugun Kōkū Hombu

 Italia
- Regia Aeronautica
  - 13º Stormo Bombardamento Terrestre
  - 41º Stormo Bombardamento Terrestre
  - Corpo Aereo Italiano

 Spagna franchista
- Aviación Nacional

 Spagna
- Ejército del Aire

 Venezuela
- Fuerza Aérea Venezolana

## Esemplari attualmente esistenti

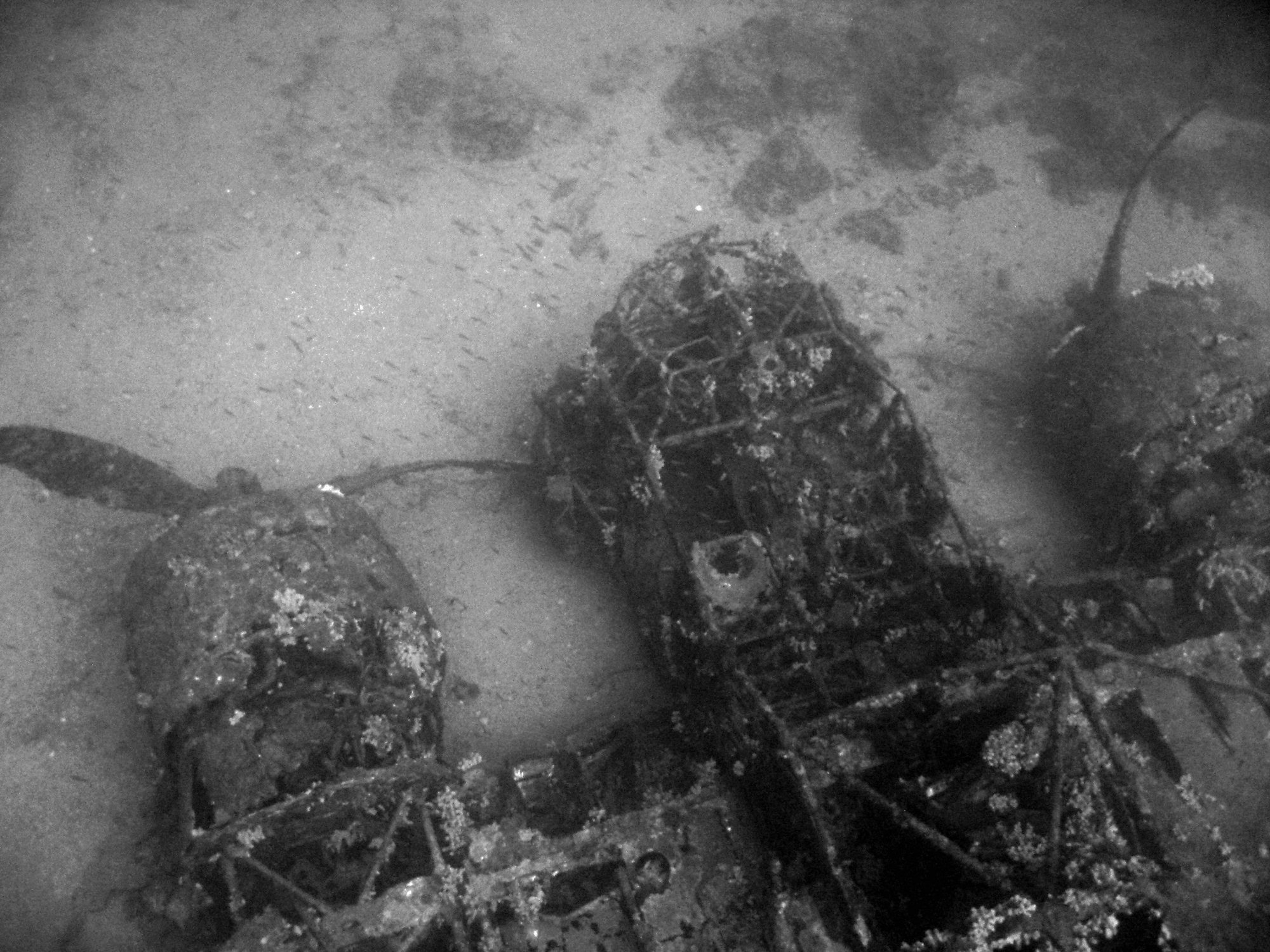
Relitto del B.R.20 del tenente Simone Catalano che giace sul fondale di fronte a Santo Stefano al Mare

Attualmente non si conosce alcun B.R.20 esposto in strutture museali, tuttavia è noto un esemplare raggiungibile solamente con un'immersione.
Il relitto è relativo al B.R.20 comandato dal tenente Simone Catalano, abbattuto il 13 giugno 1940, da un Dewoitine D.520 francese al ritorno di un'azione sulla Francia, ed è situato in mare davanti alla costa ligure all'altezza del comune Santo Stefano al Mare (IM).
Sembra sia l'unico esemplare di B.R.20 ancora rimasto in tutto il mondo e giace alla profondità di 48 metri. La rarità del soggetto unita alla presenza della fauna marina la rendono oggetto di curiosità per i cultori dell'esplorazione subacquea.
Pur deteriorato dal tempo e dall'azione corrosiva del mare, la struttura appare ancora perfettamente integra e sono inoltre presenti i motori, le eliche e la mitragliatrice di coda. Quasi inesistente invece la copertura della fusoliera, in alluminio e tela, in avanzato stato di deterioramento.

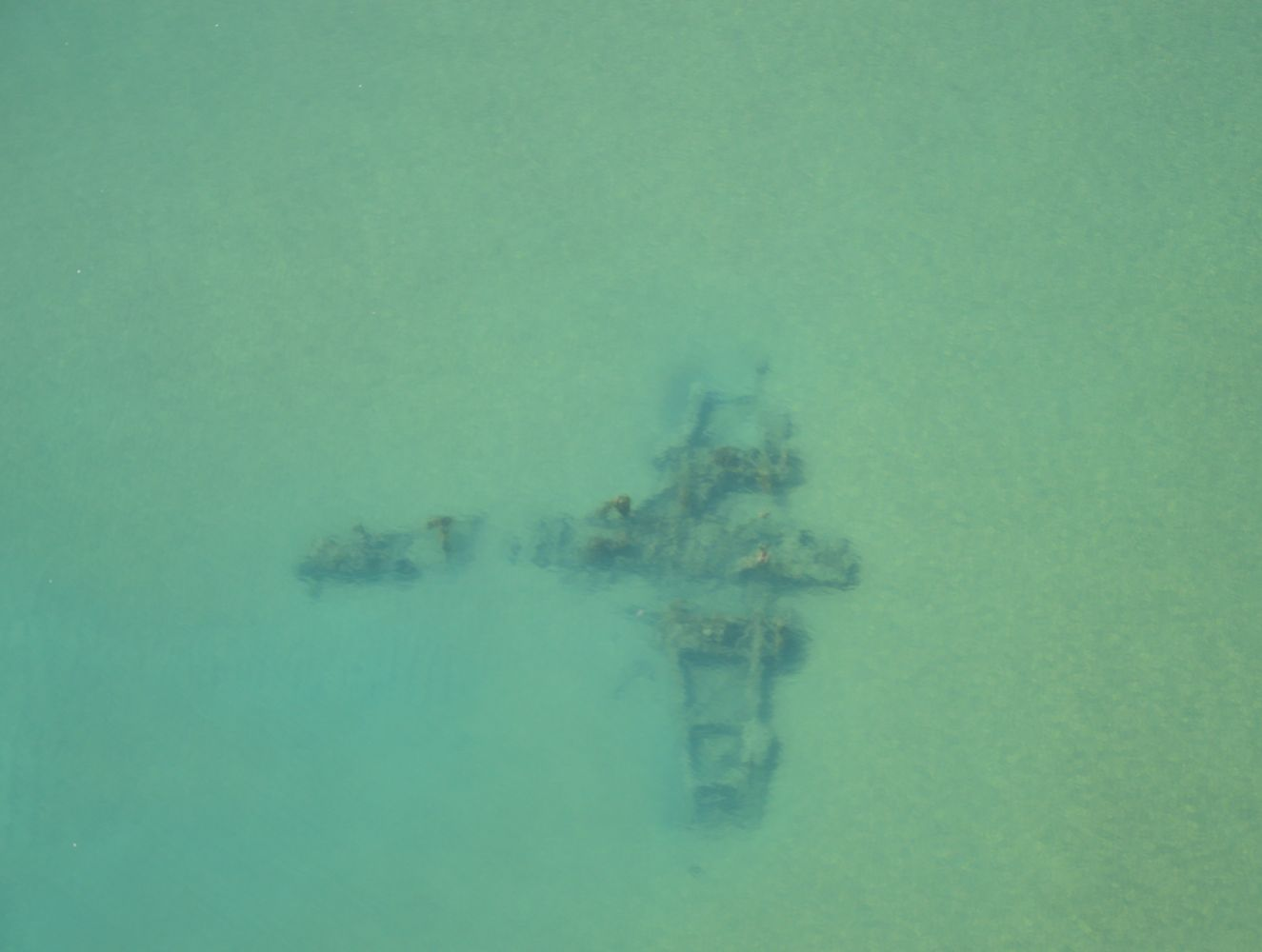
Immagine dall'alto Fiat B.R.20M di Agrigento

Un altro relitto di B.R.20M è presente lungo la costa agrigentina in località San Leone per il quale è pronto un progetto di recupero restauro ed esposizione ideato e sviluppato da un soggetto privato (sig. Angelo Rizzo) sotto la supervisione dell'Aeronautica Militare. Alcune parti del velivolo sono state recuperate dai Palombari del COMSUBIN della Marina Militare durante le operazioni di bonifica da ordigni. I reperti, recuperati e poi restaurati dal privato, si trovano oggi esposti al Museo Storico dello Sbarco in Sicilia 1943 presso il Centro fieristico le Ciminiere di Catania.